# Peter Sunde

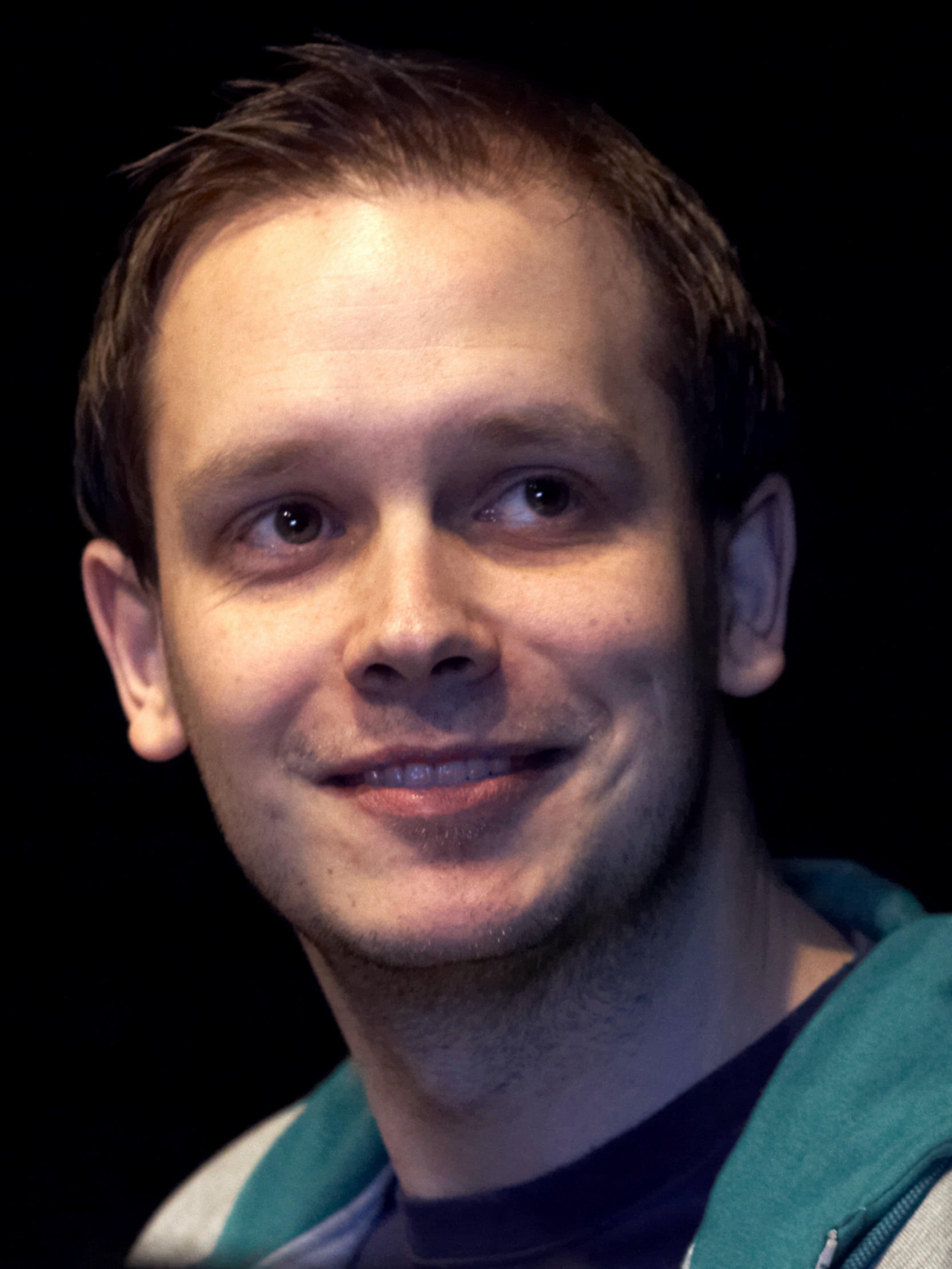
Peter Sunde (2009)

Peter Sunde Kolmisoppi (alias brokep; * 13. September 1978 in Uddevalla) ist ein schwedischer Unternehmer, Softwareentwickler und IT-Experte. Er hat norwegische und finnische Wurzeln. Er ist für seine Tätigkeiten als Mitgründer und ehemaliger Sprecher von The Pirate Bay sowie als Gründer von Flattr bekannt.

## Leben
Peter Sunde Kolmisoppi wurde am 13. September 1978 in Uddevalla als zweites Kind eines Reisemonteurs und einer Personalberaterin geboren. Sein älterer Bruder ist der Schriftsteller Mats Kolmisoppi. Als Sunde zwischen acht und neun Jahren alt war, ließen sich seine Eltern scheiden, woraufhin er mit seinem Bruder und seiner Mutter nach Bergen in Norwegen zog. Sunde begann zu dieser Zeit mit dem Programmieren und dem Kopieren von Videospielen und Computerprogrammen.
2003 wurde er Mitglied der schwedischen Piratbyrån, und einige Monate später gründeten Sunde, Fredrik Neij und Gottfrid Svartholm The Pirate Bay, wobei Sunde Pressesprecher wurde. Er blieb bis Ende 2009 Sprecher von The Pirate Bay. Im August 2011 gründeten Sunde und Fredrik Neij die File-Sharing-Seite Bayfiles, die auf legales Tauschen abzielt. Sunde spricht Schwedisch, Norwegisch, Englisch, Finnisch und Deutsch.
Zur Europawahl 2014 trat Sunde für die Piratenpartei Finnland an.

## Gerichtsprozess gegen Mitglieder vonThe Pirate Bay
Am 31. Januar 2008 wurden die Betreiber von The Pirate Bay – Sunde, Fredrik Neij, Gottfrid Svartholm und Carl Lundström  – wegen Beihilfe zu Verstößen gegen das Urheberrecht angeklagt. Der Pirate-Bay-Prozess begann am 16. Februar 2009. Am 17. April 2009 wurden Sunde und die Mitangeklagten wegen der „Hilfe zur Verfügbarmachung von Copyright-Inhalten“ schuldig befunden. Jeder Angeklagte wurde zu einem Jahr Haft und zu einer Schadensersatzzahlung von 30 Millionen Schwedischen Kronen (etwa 2.700.000 Euro oder 3.600.000 US-Dollar), aufgeteilt auf alle Angeklagten, verurteilt. Nach dem Urteil wurde eine Pressekonferenz gehalten, in der Sunde einen handgeschriebenen Schuldschein in die Höhe hielt, wobei er angab, dass dies der komplette Schadensersatz sei, den er zahlen wird. Er sagte zudem: 

“Even if I had any money I would rather burn everything I own and not even give them the ashes. They could have the job of picking them up. That's how much I hate the media industry.”

„Selbst wenn ich irgendwelches Geld hätte, würde ich eher alles verbrennen, was ich habe, und ihnen nicht einmal die Asche geben. Sie könnten die Aufgabe bekommen, sie aufzusammeln. So sehr hasse ich die Medienindustrie.“

Die Verteidigungsanwälte verfügten am Appellationsgericht Svea hovrätt einen Antrag auf Wiederaufnahme des Verfahrens vor dem Landesgericht aufgrund des Verdachts der Befangenheit des Richters Tomas Norström, der, ohne dies vor dem Prozess bekanntzugeben, in zwei Vereinigungen aktiv war, die sich um die Wahrung und Entwicklung des Urheberrechts bemühen. Nach schwedischem Recht treten Urteile nicht in Kraft, bis alle Berufungen bearbeitet sind. In einem Berufungsverfahren im Jahr 2010 wurden die Haftstrafen abgemildert, so wurde Sunde zu acht Monaten Haft verurteilt, die insgesamte Schadensersatzzahlung jedoch auf 46 Millionen schwedische Kronen (etwa 5,2 Millionen Euro) angesetzt. Anfang 2012 wurde ein weiteres Berufungsgesuch vom obersten Gerichtshof Högsta domstolen abgelehnt, wodurch das Urteil rechtskräftig wurde.
Im Mai 2012 richtete Sunde ein Gnadengesuch an die schwedische Regierung, bei dem er auf seine Gesundheit und die geschäftlichen Angelegenheiten seines Unternehmens Flattr hinwies.
Im Juni 2012 legte Sunde zusammen mit Fredrik Neij Beschwerde beim Europäischen Gerichtshof für Menschenrechte (EGMR) ein, welcher mit dem Beschluss am 19. Februar 2013 die Beschwerde als unzulässig zurückwies. Im Mai 2014 bestätigte Schwedens Oberstes Gericht das Urteil gegen ihn.
Am 31. Mai 2014 wurde Sunde in Oxie nahe Malmö festgenommen. Sunde saß daraufhin im Gefängnis Västervik Norra ein. Am 10. November 2014 wurde Sunde wieder freigelassen.
Teile eines Interviews mit Sunde, in denen er über Copyright, das Internet und Kultur spricht, sind in der Dokumentation Steal This Film enthalten.

## Flattr

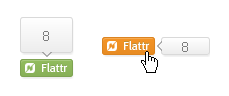
Flattr-Buttons

Flattr ist ein Social-Payment-Service, welcher von Peter Sunde und Linus Olsson gegründet wurde. Er erlaubt Benutzern, mittels Klicken eines „Flattr-Buttons“ auf Webseiten kleine Geldbeträge zu spenden. Zur Zeit der Ankündigung des Service im Februar 2010 erklärte Sunde, dass das monatlich eingezahlte Geld gleichmäßig zwischen den geklickten Buttons im Monat verteilt werde. Er sagte zudem: „Wir wollen die Menschen dazu bewegen, Geld genauso wie Content zu teilen“. Im Oktober 2010 gab er seinen Rücktritt aus dem Aufsichtsrat von Flattr bekannt, wobei er weiter für Flattr arbeitet.

## Hemlis
Hemlis (umgangssprachlich schwedisch für Geheimnis) war die Idee eines Ende-zu-Ende-verschlüsselten Privatnachrichtendienstes, welche Sunde gemeinsam mit Leif Högberg und Linus Olsson am 10. Juli 2013 veröffentlichte. Das zeitgleich gestartete Crowdfunding, bei welchem man 100.000 USD für die Entwicklung einsammeln wollte, konnte nach drei Tagen und sieben Stunden mit 152.310 US-Dollar erfolgreich abgeschlossen werden. Der Hemlis Messenger war zuletzt in der Beta-Phase und wurde von Usern (Android, iOS) getestet. Die Weiterentwicklung wurde zum 22. April 2015 eingestellt.

## Politik
Zur Europawahl 2014 kandidierte Sunde in Finnland für die dortige Piratenpartei. Die Europäische Piratenpartei (PPEU) nominierte ihn gemeinsam mit der PPEU-Vorsitzenden Amelia Andersdotter als Kandidaten für das Amt des Kommissionspräsidenten.